# Ami Assaf
Pour les articles homonymes, voir Assaf.
 (décembre 2024).
Si vous disposez d'ouvrages ou d'articles de référence ou si vous connaissez des sites web de qualité traitant du thème abordé ici, merci de compléter l'article en donnant les références utiles à sa vérifiabilité et en les liant à la section « Notes et références ».
Ami Assaf (hébreu : עמי אסף), né le 22 juillet 1903 à Rosh Pina (Empire ottoman) et mort le 17 mai 1963, est un homme politique israélien. Il représente le groupe du Mapaï à la Knesset de 1949 à 1961.

## Biographie
Ami Assaf est né Amiasaf Wilkomitz ; le nom sous lequel il a fait carrière est issu de la scission en deux éléments du prénom qu'i a reçu à sa naissance. Après sa scolarité au lycée hébraïque Herzliya, travaille dans l'agriculture. Cofondateur du moshav Kfar Yehoshua (en), il devient secrétaire du mouvement Moshavim (en) en 1936. Il est aussi membre du comité central du Mapaï.
Aux élections législatives de 1949, il est élu député à la première Knesset. Il est réélu en 1951, 1955 et 1959. Le 28 décembre 1959, il est nommé vice-ministre de l'Éducation et de la Culture. Après sa réélection en 1961, il reprend cette fonction et la conserve jusqu'à sa mort en 1963. Après son décès, son poste de vice-ministre est confié à Mordechai Zar (en).